# مسجد بشر الحافي
مسجد بشر الحافي (بشر الحنفي)، من مساجد بغداد القديمة يقع في جانب الرصافة من بغداد في محلة الحارة الشعبية من مدينة الأعظمية.

## التسمية
إن اسم المسجد يعود إلى العالم الصوفي بشر الحافي المولود سنة 150 هجرية والمتوفى سنة 227 هجرية، إلا أن الأصح في التسمية أنهُ يعود للشيخ بشر الحنفي المولود سنة 152 هجرية، والمتوفى في بغداد والمدفون في مقبرة الخيزران في الاعظمية، وبني مسجد على قبرهِ في المقبرة خلف جامع الإمام الأعظم، حيث بين ذلك المؤرخ والكاتب وليد الأعظمي عن هذا الألتباس في الأسم، إذ أن الصوفي بشر الحافي دفنت رفاته في مقبرة قريش قرب باب حرب في منطقة الكاظمية، وليس في مقبرة الخيزران.

## المسجد
تبلغ مساحة المسجد الكلية حوالي 600 متر مربع ومساحة الحرم حوالي 200 متر مربع ويتسع المسجد إلى 500 مصلي، وتقام في المسجد دورات لتحفيظ القرآن الكريم.